# Jedda
Jedda é um género botânico pertencente à família Thymelaeaceae.